# Dichagyris terminicincta
Dichagyris terminicincta är en fjärilsart som beskrevs av Corti 1933. Dichagyris terminicincta ingår i släktet Dichagyris och familjen nattflyn. Inga underarter finns listade i Catalogue of Life.